# 's-Gravesandestraat

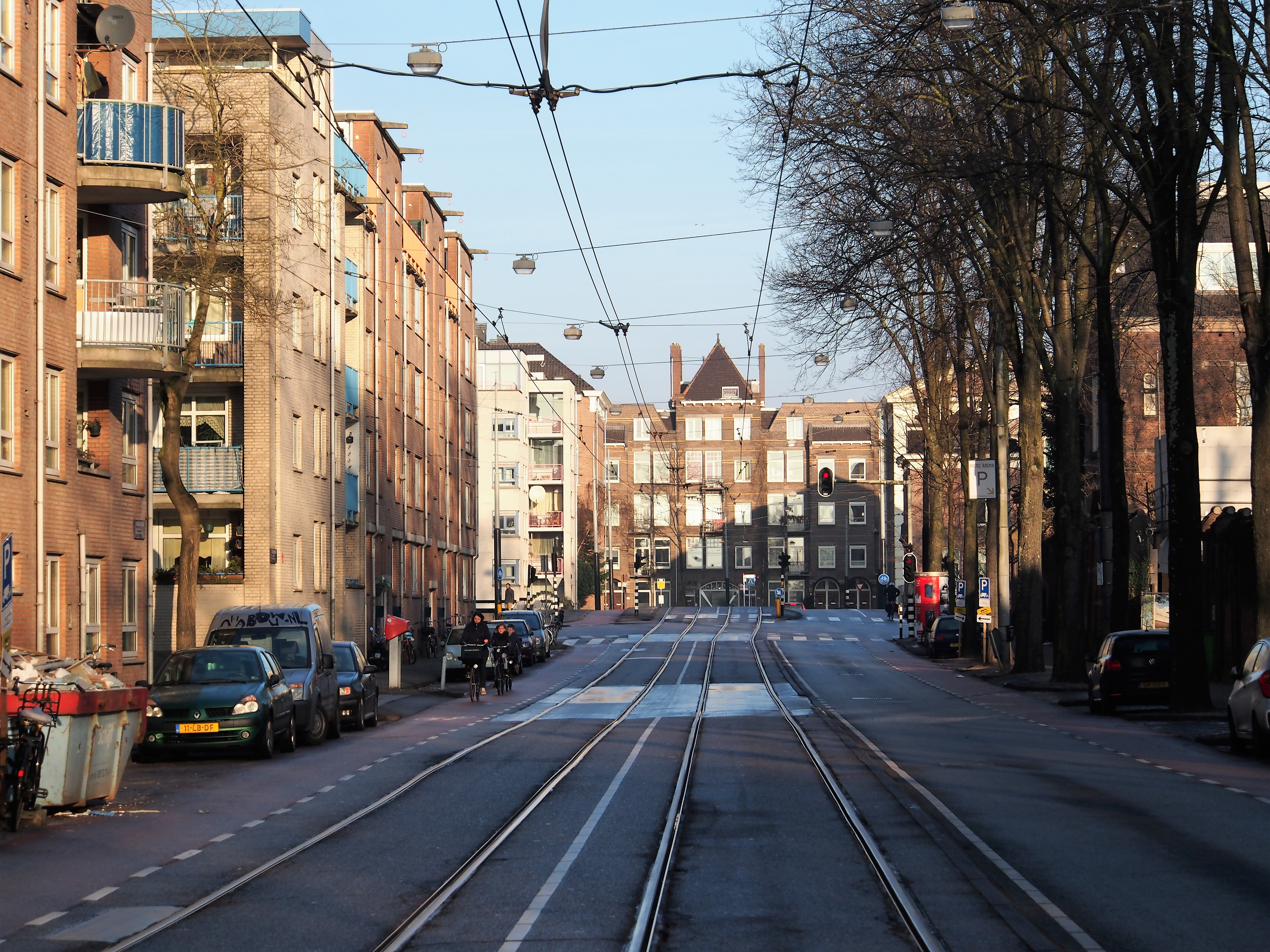
's-Gravesandestraat

De  's-Gravesandestraat in Amsterdam-Oost werd in 1889 vernoemd naar Willem Jacob 's Gravesande (1688-1742), Leids hoogleraar in de wis- en sterrenkunde. De straat verbindt de Mauritskade met het 's-Gravesandeplein.

## Korte 's-Gravesandestraat
De Korte 's-Gravesandestraat is een korte straat van ca. 60 meter die de 's-Gravesandestraat bij de Mauritskade na de Dorelies Kraakmanbrug verbindt met de Sarphatistraat. De straat ontstond toen er ruimte vrijkwam na het gedeeltelijk verdwijnen van het Militair Hospitaal die op het voormalige bolwerk Diemen stond. De straat kreeg zijn naam bij raadsbesluit van 26 juli 1939.

## Trams
In 1983 werden er tramsporen in beide straten gelegd, in verband met de vernieuwing van de Ceintuurbaanbrug, waardoor lijn 3 tot 1986 via deze straat kon rijden. Ook lijn 6 ging toen via de 's-Gravesandestraat rijden. In 1998 werd deze opgevolgd door lijn 7 en in 2018 door lijn 1.